# Lancia Aurelia
Lancia Aurelia — середньорозмірний автомобіль італійського виробника автомобілів Lancia, яка випускався з 1950 по 1958 рік з різними варіантами двигуна та кузова (седан, купе та кабріолет).

## Опис

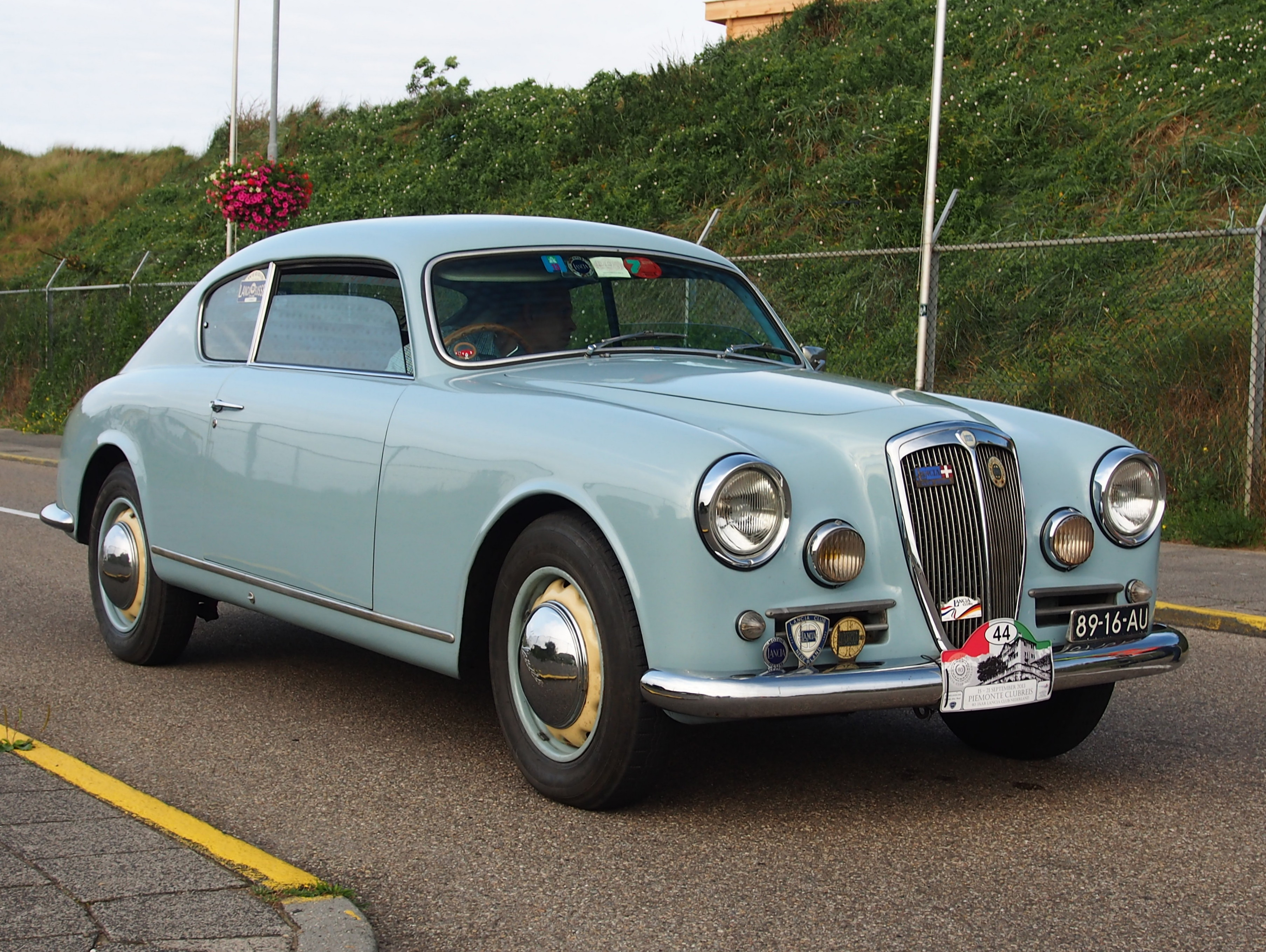
Lancia Aurelia B20

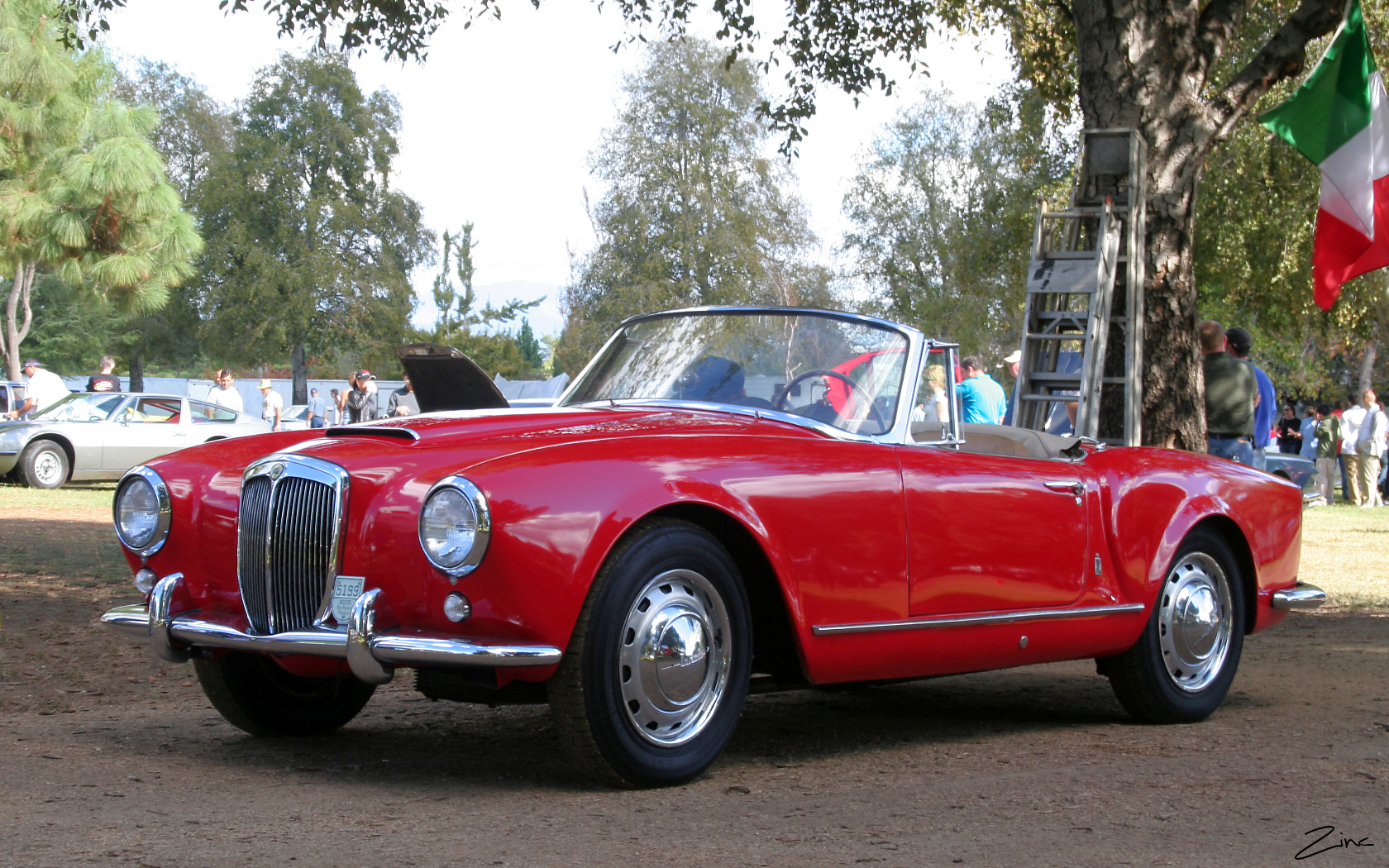
Lancia Aurelia B20

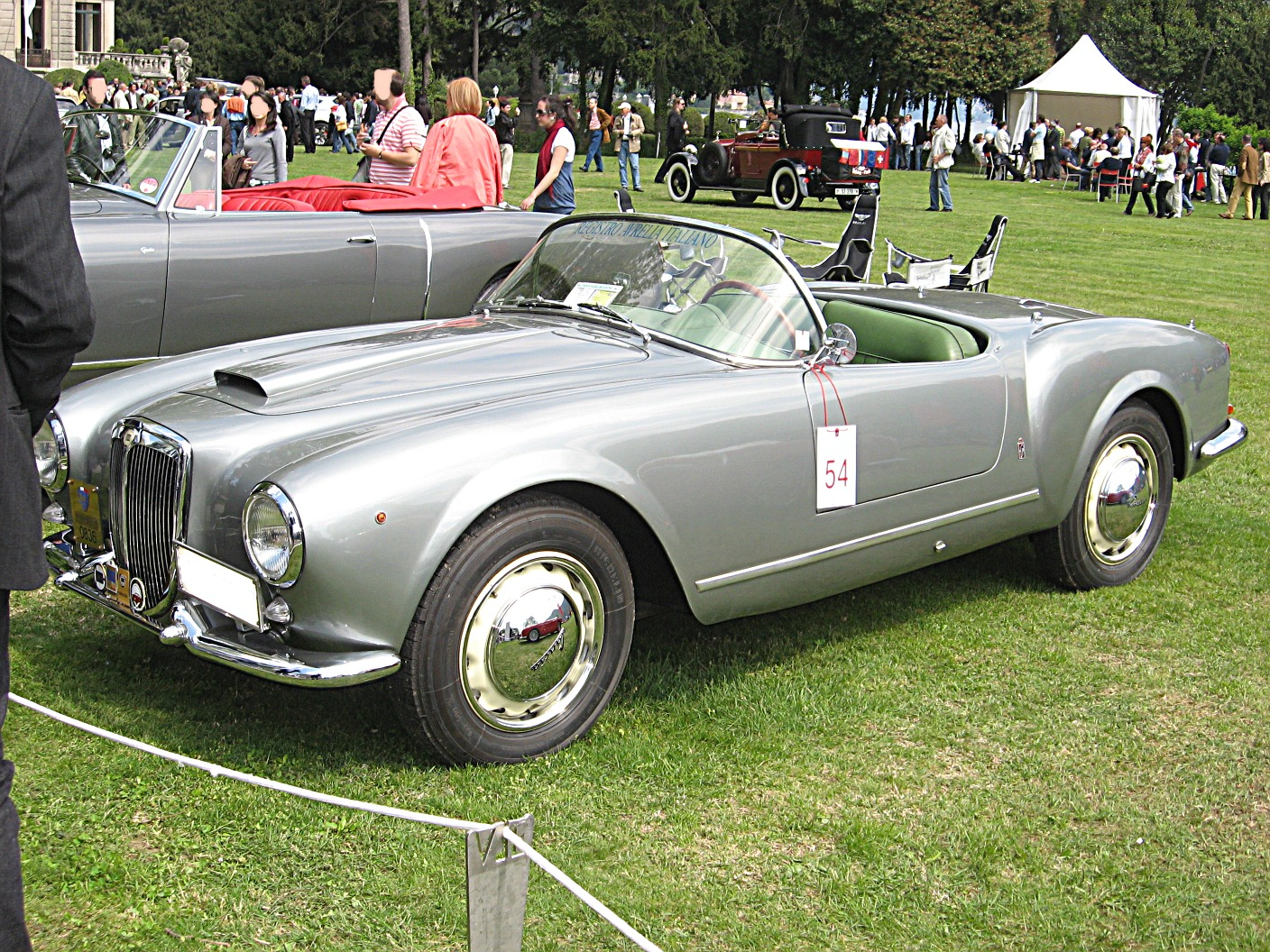
Lancia Aurelia B24 Spider

Lancia показала себе інноваційною з цим автомобілем: у нього був перший двигун V6, виготовлений у відомій серії, і це також був один з перших двигунів легкових автомобілів з корпусом та головкою блоку циліндрів з легкого металу. На початку двигун мав робочий об'єм 1754 см³ (діаметр ходу 70 мм і 76 мм ходу) з максимальною потужністю 42 кВт (56 к.с.) при 4000 об/хв, пізніше в купе було до 2,5 л і 113 кВт. Двигуни мали шахтарні штифти, мокрі втулки та центральний розподільний вал з гідравлічним натягом. Підвісні клапани працювали за допомогою коромисел і були розташовані у формі V за рахунок напівсферичних камер згоряння. Зчеплення, коробка передач та диференціал були поєднані в одному корпусі (коробка передач) і встановлені на задній вісі разом із внутрішніми барабанними гальмами. Як результат, навантаження на вісь було майже однаковим. Як і у попередниці Aprilia, передні колеса були індивідуально підвішені з висувними гільзами (аналогічно Моргану), ззаду спочатку була перша підвіска напівпричіпного важеля, а в четвертій серії з 1954 року — жорстка вісь De-Dion. Aurelia була однією з перших машин з радіальними шинами (165×400).
Автомобіль Aurelia був розроблений дизайнером Вітторіо Яно. Перш за все, автомобіль мав економічний успіх для Lancia, але він також визначав стиль для багатьох інших моделей Lancia. Крім того, з цією моделлю Lancia розпочала свою серію успіхів у ралі.
Всього виготовили 18419 авто.

## Двигуни
- 1.8 L Lancia tipo B10 V6 56 к.с.
- 2.0 L Lancia tipo B15/B20/B21/B22 V6 70-90 к.с.
- 2.3 L Lancia B12 V6 87 к.с.
- 2.5 L Lancia B20/B24 V6 110—118 к.с.